# لين ألين
لين ألين (بالإنجليزية: Lynn Allen)‏ هو لاعب كرة قدم أمريكية أمريكي، ولد في 27 فبراير 1891 في تشيلسي في الولايات المتحدة، وتوفي في 31 مايو 1958.

## وصلات خارجية
- لين ألين على موقع مرجع كرة القدم المحترفة.كوم (الإنجليزية)
- لين ألين على موقع JustSportsStats.com (الإنجليزية)